# Petr Benda (politik)
Petr Benda (* 20. ledna 1971) je český podnikatel a politik. V minulosti byl členem České strany sociálně demokratické a místopředsedou strany LEV 21 – Národní socialisté. Od roku 2023 je členem a od února 2024 také místopředsedou strany ČSSD – Česká suverenita sociální demokracie.

## Vzdělání
Vystudoval střední průmyslovou školu hornickou a v červnu 2009 Bankovní institut vysokou školu v Praze.

## Podnikání
V 90. letech 20. století provozoval v Teplicích diskotéky a nakoupil asi 20 objektů v centru Teplic.[zdroj⁠?!]

## Politická kariéra
V roce 1994 se stal členem České strany sociálně demokratické a v roce 2002 se stal náměstkem teplického primátora Jaroslava Kubery (ODS). Působil jako poslanecký asistent předsedy ČSSD Jiřího Paroubka a v letech 2005 až 2011 předseda krajské organizace ČSSD v Ústeckém kraji. V roce 2010 kandidoval za ČSSD do Poslanecké sněmovny na pátém místě kandidátky. I když strana v kraji získala pět mandátů, Benda zůstal jen prvním náhradníkem.
Později se stal místopředsedou (později statutárním místopředsedou) Paroubkovy strany Národní socialisté – levice 21. století. I když už nebyl členem ČSSD, stal se jako náhradník z její kandidátky členem Poslanecké sněmovny poté, co se Jiří Šlégr v červnu 2013 rozhodl složit mandát; i sám Šlégr ale již v té době také odešel z ČSSD do stejné strany jako Benda.
Mandát poslance mu zanikl v srpnu 2013.

### Spolupráce s Dělnickou stranou sociální spravedlnosti
V krajských volbách v roce 2016 kandidoval do Zastupitelstva Ústeckého kraje jako člen NÁR.SOC. na 2. místě kandidátky subjektu „Dělnická strana sociální spravedlnosti - NE imigrantům, PROTI nepřizpůsobivým, PRO pořádek!“ (tj. DSSS, NÁR.SOC. a Čisté Ústí), ale neuspěl. Ve volbách do Poslanecké sněmovny PČR v roce 2017 pak dokonce z pozice člena NÁR.SOC. vedl kandidátku DSSS v Libereckém kraji, opět neuspěl.

### Kandidatura do Evropského parlamentu (2014 a 2019)
Ve volbách do Evropského parlamentu v roce 2014 kandidoval na 3. místě kandidátky LEV 21, ale neuspěl. Ve volbách do Evropského parlamentu v květnu 2019 kandidoval jako nestraník na 21. místě kandidátky hnutí PRO Zdraví a Sport, ale nebyl zvolen.

### Komunální volby 2014 a 2018
V komunálních volbách v roce 2014 se pokoušel obhájit post zastupitele města Teplice, když kandidoval jako člen LEV 21 na kandidátce subjektu Pro sport a zdraví - Teplice (tj. PRO Zdraví a Strana Zdraví Sportu Prosperity), ale neuspěl. Ve volbách v roce 2018 kandidoval jako nestraník za hnutí PRO Zdraví na kandidátní listině subjektu "Pro Zdraví a Sport TEPLICE" (tj. hnutí PRO Zdraví a strana Starostové pro kraj), ale rovněž neuspěl.

### Krajské volby 2020
V krajských volbách v roce 2020 kandidoval jako nestraník za hnutí PRO Zdraví na 4. místě společné kandidátky ČSSD a PRO Zdraví do Zastupitelstva Ústeckého kraje. Kandidátka byla sestavena na poslední chvíli ze strany vedení ČSSD a v rozporu s názory krajského předsednictva strany. Předseda ČSSD Jan Hamáček obhajoval Bendovu dřívější spolupráci s DSSS slovy: „Osobně to pokládám za chybu, nicméně to byl úspěšný předseda soc. dem. v Ústeckém kraji. Jestli jednou takhle uklouzl a je ochoten to přiznat, tak v tom zásadní problém nevidím.“ Od ústecké kandidátky se však distancoval například tehdejší ministr kultury ČR Lubomír Zaorálek. Kandidátka nakonec neuspěla, jelikož získala pouze 3,16 % hlasů a žádný z kandidátů se tak krajským zastupitelem nestal.

### ČSSD – Česká suverenita sociální demokracie
Od roku 2023 je členem strany ČSSD – Česká suverenita sociální demokracie (dříve Suverenita – Blok Jany Bobošíkové, Česká Suverenita a Volný blok). V únoru 2024 se stal jejím řadovým místopředsedou.
Ve sněmovních volbách v roce 2025 kandiduje na kandidátní listině hnutí Stačilo! v Ústeckém kraji.

## Kontroverze
V noci ze soboty 23. na neděli 24. ledna 2021 uspořádal ve svém hotelu Prince de Ligne na Zámeckém náměstí v Teplicích oslavu svých 50. narozenin. Konáním akce však porušil Benda a další účastníci řadu protiepidemických opatření v souvislosti s bojem proti nemoci covid-19 (např. nenošení roušek, setkání nadměrného počtu osob, provoz restaurace atd.). Na událost upozornil v pondělí 25. ledna deník Blesk. Mezi hosty byli například bývalý premiér Jiří Paroubek, předseda Národní sportovní agentury a poslanec Milan Hnilička, místopředseda Rady České televize Jiří Šlégr či ředitel Krajského ředitelství policie Libereckého kraje Vladislav Husák. V reakci na zveřejnění této události rezignoval Milan Hnilička na mandát poslance a Vladislav Husák byl odvolán z postu krajského policejního ředitele.